# 武蔵岩井駅
武蔵岩井駅（むさしいわいえき）は、かつて東京都西多摩郡日の出町大字大久野字岩井にあった日本国有鉄道（国鉄）五日市線（岩井支線）の駅（廃駅）である。電報略号は、ムハ。

## 歴史
- 1925年（大正14年）9月20日：五日市鉄道の武蔵五日市 - 当駅間延伸に伴い開業[1]。
- 1940年（昭和15年）10月3日：五日市鉄道が南武鉄道と合併し、同社五日市線の駅となる[1]。
- 1944年（昭和19年）4月1日：南武鉄道が戦時買収で国有化され、国鉄の駅となる[1]。
- 1952年（昭和27年）3月20日：手荷物、小荷物及び貨物の取扱廃止[2]。併せて旅客取扱を制限（五日市線及び青梅線内各駅に発着するものに限る）[2]。
- 1971年（昭和46年）2月1日：五日市線（岩井支線）の大久野 - 当駅間廃線に伴い廃止[1]。

開業当初からセメント輸送の送出駅として機能し、貨物列車は武蔵五日市駅を経由せず、三内信号扱所（同駅の構内扱い）から拝島駅を経て京浜工業地帯に直行した。一方、旅客列車は同駅から三内信号扱所で方向を転換（スイッチバック）して武蔵岩井駅に向かう線形だったが、運行本数は少なく、廃止直前は単行（1両）の電車が朝夕のみ1日6往復運行される過疎路線だった。
1971年、国鉄の経営再建問題に伴う合理化の一環として、五日市線への列車集中制御装置（CTC）導入に合わせて廃止された。旅客輸送は西東京バスに引き継がれたが武蔵岩井にある日本セメント西多摩工場への燃料の搬入、セメントの積み出しがあるため路線は専用線として貨物列車の運行は続けられた。1982年に五日市線の貨物運行が休止となり武蔵五日市 - 大久野間が廃止され、岩井支線は姿を消している。

## 駅構造
廃止時は単式ホーム1面1線の地上駅で、木造駅舎があった。

## 駅周辺
- 太平洋セメント（旧・日本セメント、浅野セメント）
- つるつる温泉
- 東京都道184号奥多摩あきる野線
- 平井川

## 駅跡地
武蔵岩井駅の跡地は、同地にある太平洋セメントの従業員駐輪場として転用されている。

## 現在のアクセス
- 西東京バス岩井橋バス停（五日市営業所、五20・五21系統）
  - 武蔵五日市駅 - つるつる温泉（五20）、武蔵五日市駅 - 松尾（五21）の2つの路線バス[注釈 1]が停車する。

## 隣の駅
日本国有鉄道
五日市線（岩井支線）
大久野駅 - 武蔵岩井駅